# N'Gangya
N'Gangya est une collectivité de 7 880 km2, situé sur le territoire de Fizi en république démocratique du Congo. Son chef-lieu est Lubondja.